# Buck Privates

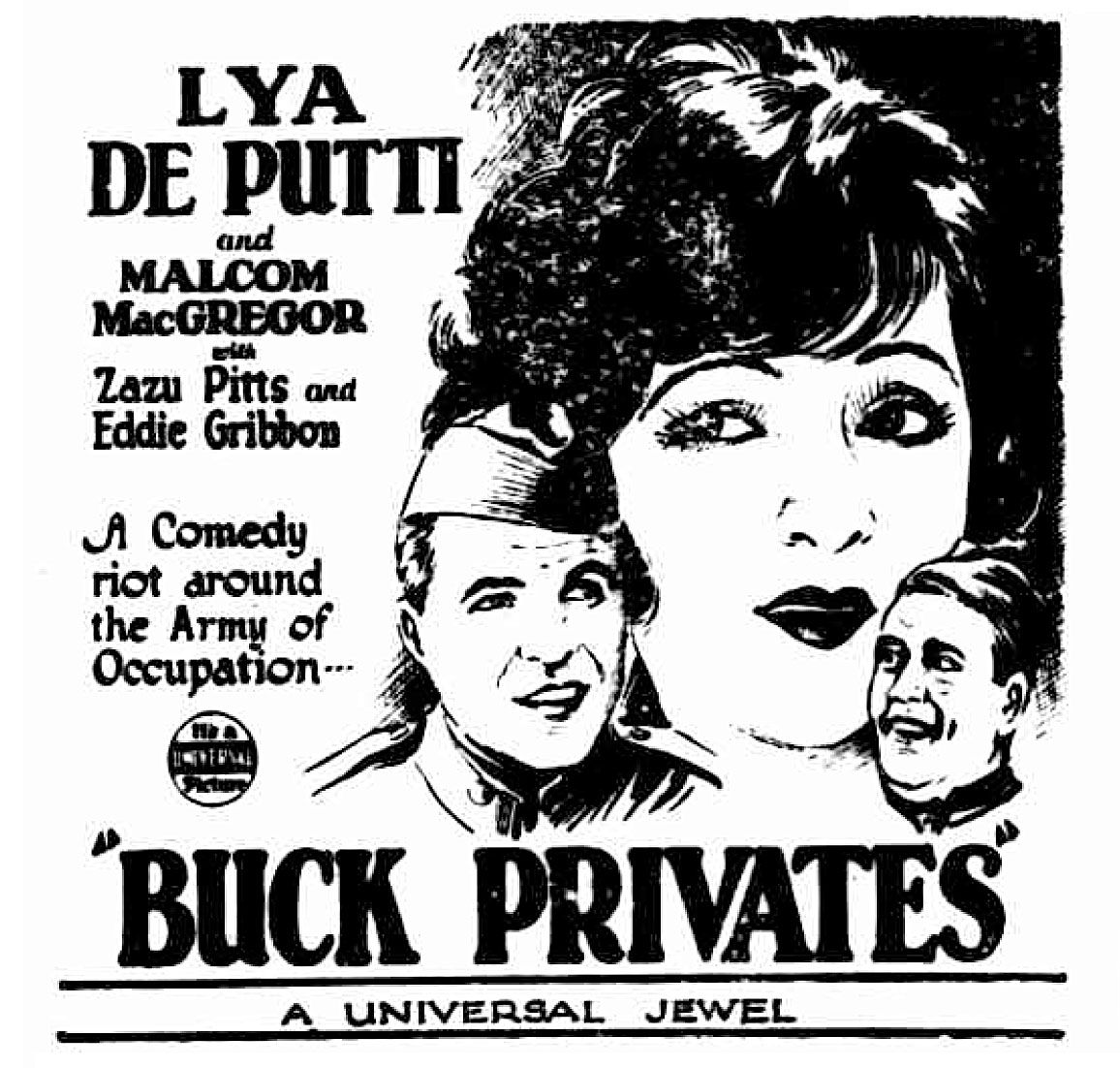
Annonce pour le film Buck Privates.

Buck Privates est un film américain réalisé par Melville W. Brown, sorti en 1928.

## Synopsis
John Smith a quitté l'université Yale avec comme objectif de rendre le monde plus sûr et plus démocratique. Après l'armistice de la Première Guerre mondiale, il est logé dans un petit village allemand près du Rhin, chez le major von Hartmann. C'est là qu'il tombe amoureux d'Anne, la fille de ce major. Von Hartmann est président d'une association pacifiste et opposé à l'armée d'occupation. Les autorités du village acceptent de tondre les cheveux de leurs filles surprises en train de fraterniser avec des soldats américains. Annie est la première à être arrêtée et tondue. Pour soustraire Smith à la punition, Anne laisse croire aux autorités que l'homme aperçu avec elle dans le jardin était le sergent-chef américain, un homme coriace qu'elle méprise. Le capitaine Marshall menace de traduire le sergent en cour martiale s'il n'accepte pas d'épouser la jeune fille. Anne s'échappe en uniforme de soldat, tandis que sa servante disgracieuse revêt le voile nuptial et se dirige vers l'autel à sa place.

## Fiche technique
- Réalisation : Melville W. Brown

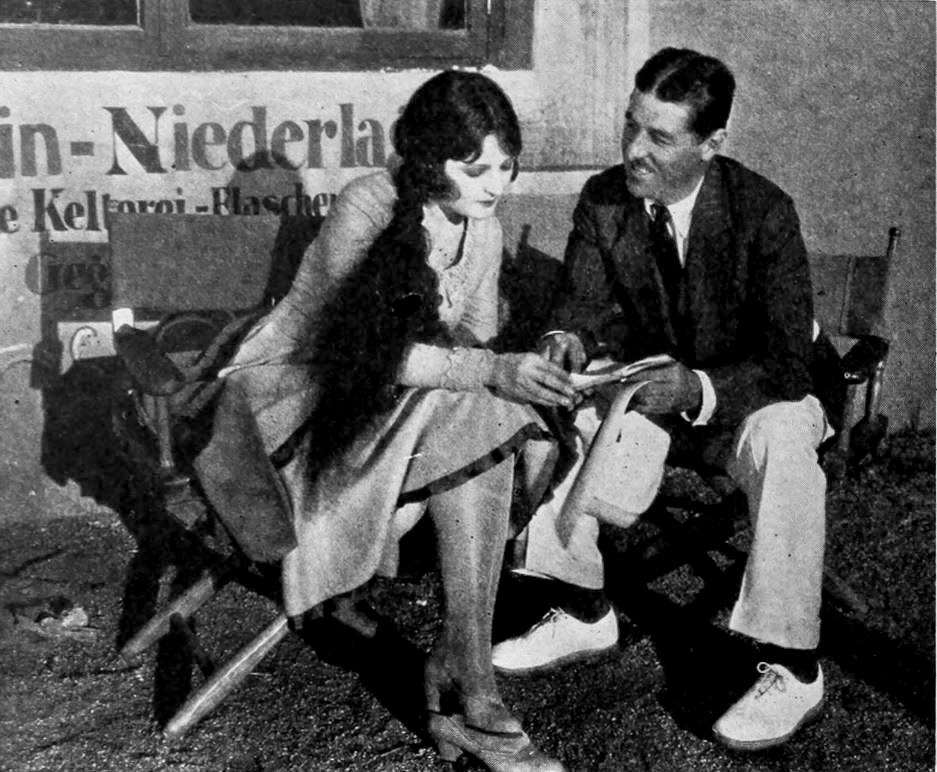
Lya De Putti avec le réalisateur Melville W. Brown lors du tournage.

- Scénario : Melville W. Brown, John B. Clymer, Albert DeMond d'après une histoire de Stuart N. Lake
- Producteur : Carl Laemmle
- Photographie : John Stumar
- Montage : Frank Atkinson, Ray Curtiss
- Genre : Comédie[2]
- Production : Universal Pictures
- Distributeur : Universal Pictures
- Durée : 70 minutes
- Date de sortie : 29 janvier 1928

## Distribution
- Lya De Putti : Annie
- Malcolm McGregor : John Smith
- Zasu Pitts : Hulda

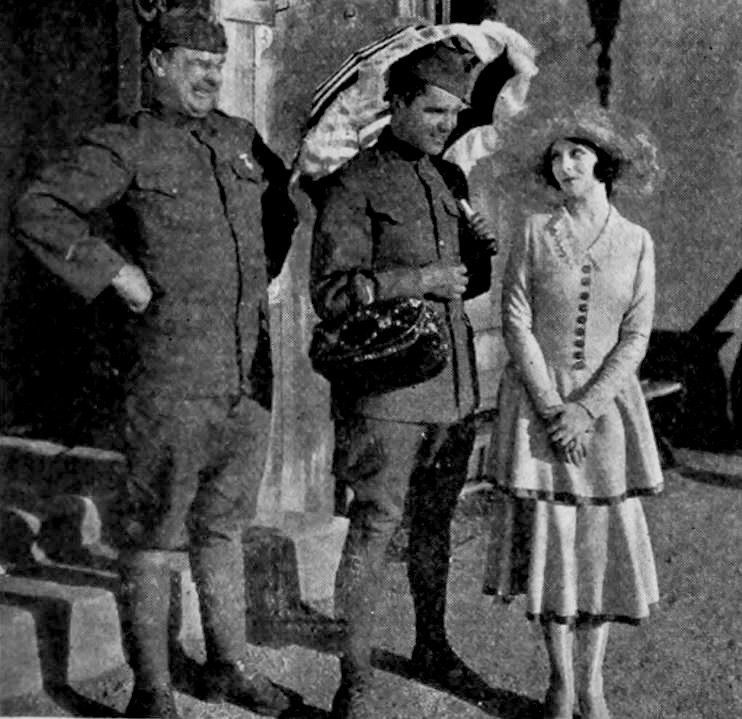
Eddie Gribbon, Malcolm McGregor et Lya De Putti.

- James A. Marcus : Major von Hartmann
- Eddie Gribbon : Sgt. Butts
- Taylor N. Duncan : Capt. Marshall
- Bud Jamison : Cupid Dodds
- Les Bates : Mose Bloom